# Венеція (Башкортостан)
Вене́ція (рос. Венеция, башк. Венеция) — присілок у складі Дюртюлинського району Башкортостану, Росія. Входить до складу Такарліковської сільської ради.
Населення — 76 осіб (2010; 88 у 2002).
Національний склад:
- татари — 52 %
- башкири — 48 %